# وزارت امور خارجه عراق
وزارت امور خارجه عراق یک وزارت در دولت عراق است که مسئول سیاست خارجی و روابط خارجی این کشور می‌باشد. عراق دارای ۸۶ سفارت است.

## فهرست وزیران
در زیر فهرست وزیران امور خارجه عراق از سال ۱۹۲۴ آمده‌است:

### پادشاهی عراق(۱۹۲۱–۱۹۵۸)
- ۱۹۲۴–۱۹۳۰: نخست‌وزیران عراق
- ۱۹۳۰–۱۹۳۱: عبدالله بی داملوجی
- ۱۹۳۱–۱۹۳۲: جعفر عسکری
- ۱۹۳۲–۱۹۳۳: عبدالقادر رشید
- ۱۹۳۳–۱۹۳۴: نوری سعید
- ۱۹۳۴: عبدالله بی داملوجی
- ۱۹۳۴: توفیق سویدی
- ۱۹۳۴–۱۹۳۶: نوری سعید
- ۱۹۳۶–۱۹۳۷: ناجی الازل
- ۱۹۳۷–۱۹۳۸: توفیق سویدی
- ۱۹۳۸–۱۹۳۹: نوری سعید
- ۱۹۳۹–۱۹۴۰: علی جوده آل ایوبی
- ۱۹۴۰–۱۹۴۱: نوری سعید
- ۱۹۴۱: علی محمود الشیخ
- ۱۹۴۱: طه الهاشمی
- ۱۹۴۱: توفیق سویدی
- ۱۹۴۱: موسی الشهبنده
- ۱۹۴۱: علی جوده آل ایوبی
- ۱۹۴۱–۱۹۴۲: سید صالح جبر
- ۱۹۴۲: عبدالله بی داملوجی
- ۱۹۴۲: داوود الحیدری
- ۱۹۴۲: نوری سعید
- ۱۹۴۲–۱۹۴۳: عبد الله الحفیظ
- ۱۹۴۳: نصرت الفریسی
- ۱۹۴۳: عبد الله الحفیظ
- ۱۹۴۳–۱۹۴۴: محمود صبحی
- ۱۹۴۴–۱۹۴۵: ارشد عمری
- ۱۹۴۵–۱۹۴۶: حمدی پاچه‌چی
- ۱۹۴۶: توفیق سویدی
- ۱۹۴۶: علی ممتاز
- ۱۹۴۶–۱۹۴۸: محمدفاضل جمالی
- ۱۹۴۸: حمدی پاچه‌چی
- ۱۹۴۸: نصرت الفریسی
- ۱۹۴۸: مجاهل الباجیجی
- ۱۹۴۸–۱۹۴۹: علی الایوبی
- ۱۹۴۹: عبد الله الحفیظ
- ۱۹۴۹: محمدفاضل جمالی
- ۱۹۴۹: شاکر الوادی
- ۱۹۴۹–۱۹۵۰: مجاهل الباجیجی
- ۱۹۵۰: توفیق سویدی
- ۱۹۵۰–۱۹۵۱: شاکر الوادی
- ۱۹۵۱: توفیق السویدی
- ۱۹۵۱–۱۹۵۲: شاکر الوادی
- ۱۹۵۲: محمد الجمالی
- ۱۹۵۳: توفیق سویدی
- ۱۹۵۳–۱۹۵۴: عبدالله بکر
- ۱۹۵۴: موسی الشهبنده
- ۱۹۵۴: محمد الجمالی
- ۱۹۵۴–۱۹۵۵: موسی الشهبنده
- ۱۹۵۵–۱۹۵۷: برهان‌الدین باشیان
- ۱۹۵۷: علی الایوبی
- ۱۹۵۷–۱۹۵۸: برهان‌الدین باشیان
- ۱۹۵۸: محمد الجمالی
- ۱۹۵۸: توفیق سویدی

### جمهوری عراق (۶۸–۱۹۵۸)
- ۱۹۵۸–۱۹۵۹: عبدالجبار جمارد
- ۱۹۵۹–۱۹۶۳: هاشم جواد
- ۱۹۶۳: طالب شبیب
- ۱۹۶۳: صالح مهدی عماش
- ۱۹۶۳–۱۹۶۴: صبحی عبد الحمید
- ۱۹۶۴–۱۹۶۵: ناجی طالب
- ۱۹۶۵: عبدالرحمن البزاز
- ۱۹۶۵–۱۹۶۷: عدنان پاچه‌چی
- ۱۹۶۷–۱۹۶۸: اسماعیل خیرالله

### عراق بعثی(۱۹۶۸–۲۰۰۳)
- ۱۹۶۸: ناصر الهانی
- ۱۹۶۸–۱۹۷۱: عبدالکریم الشیخلی
- ۱۹۷۱: رشید محمد سعید الرفاعی
- ۱۹۷۱–۱۹۷۴: مرتضی سید عبدالباقی الحدیثی
- ۱۹۷۴: شاذل طاقة
- ۱۹۷۴: هاشم الشاوی
- ۱۹۷۴–۱۹۸۳: سعدون حمادی
- ۱۹۸۳–۱۹۹۱: طارق عزیز
- ۱۹۹۱–۱۹۹۲: احمد حسین خضیر سامرائی
- ۱۹۹۲–۲۰۰۱: محمد سعید الصحاف
- ۲۰۰۱: طارق عزیز
- ۲۰۰۱–۲۰۰۳: ناجی صبری

### جمهوری عراق(۲۰۰۳–تاکنون)
- ۲۰۰۳: محمد امین احمد
- ۲۰۰۳: قسان محسن
- ۲۰۰۳–۲۰۱۴: هوشیار زیباری
- ۲۰۱۴: حسین شهرستانی
- ۲۰۱۴–۲۰۱۸: ابراهیم جعفری
- ۲۰۱۸–۲۰۲۰: محمدعلی الحکیم
- ۲۰۲۰: مصطفی الکاظمی
- ۲۰۲۰–تاکنون: فواد حسین